# El Cabaco
El Cabaco est une commune de la province de Salamanque dans la communauté autonome de Castille-et-León en Espagne.

## Géographie

### Communes limitrophes
|                                       | Tamames    |                                                                 |
| Puebla de Yeltes, El Maíllo, Monsagro | El Cabaco  | Aldeanueva de la Sierra, Cereceda de la Sierra, Nava de Francia |
|                                       | La Alberca |                                                                 |

## Démographie
Évolution démographique depuis 1900
| 1900 | 1910 | 1920 | 1930 | 1940 | 1950 | 1960 | 1970 | 1981 | 1991 | 2000 | 2014 | 2017 | 2019 |
| ---- | ---- | ---- | ---- | ---- | ---- | ---- | ---- | ---- | ---- | ---- | ---- | ---- | ---- |
| 484  | 495  | 515  | 547  | 627  | 700  | 663  | 408  | 346  | 336  | 285  | 257  | 245  | 221  |

## Culture et patrimoine

### Lieux et monuments
- Sanctuaire de Notre-Dame du Rocher de France

### Fête patronale
- Saint Jean , le 29 août.